# Festa del Rosario

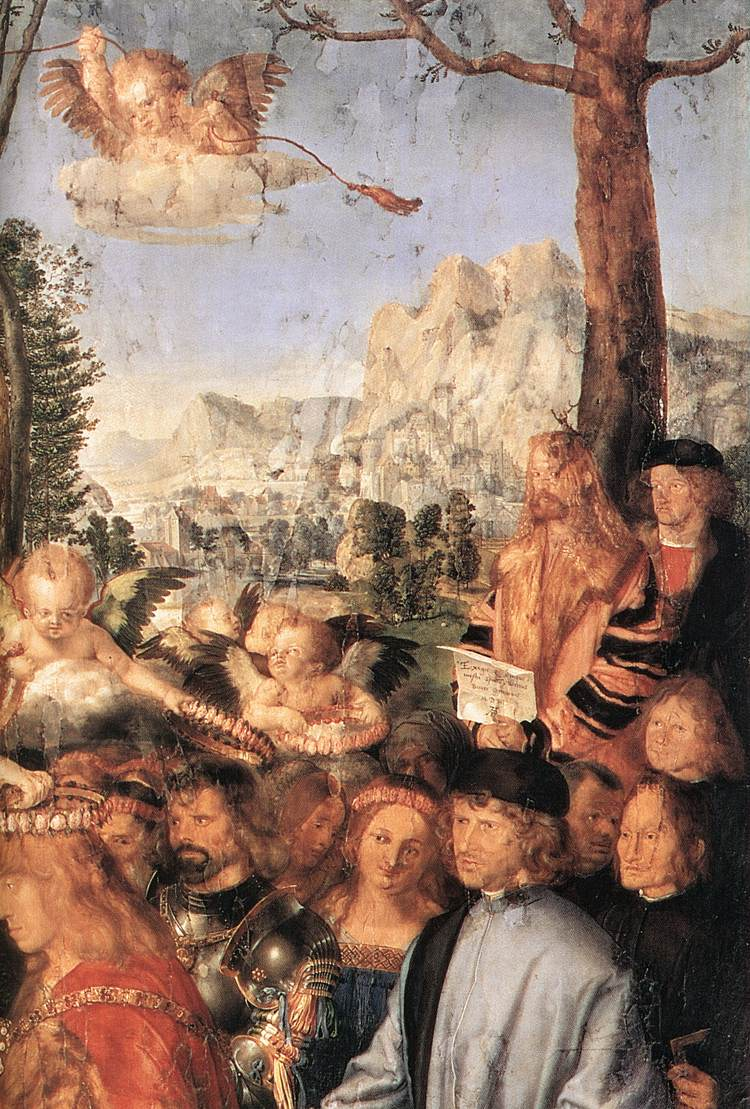
Il paesaggio

La Festa del Rosario (Rosenkranzfest) è un dipinto olio su tavola (162x194,5 cm) di Albrecht Dürer, datato 1506 e conservato nella Národní Galerie di Praga.

## Storia
L'opera venne realizzata durante il secondo viaggio del pittore tedesco in Italia, per Jacob Fugger, intermediario tra l'imperatore Massimiliano I e papa Giulio II. Era stata commissionata all'artista durante il viaggio di andata da Norimberga, nel corso della sosta ad Augusta, patria dei Fugger che lo ospitarono nella città lagunare.
A Venezia la commissione fu rinnovata da due confraternite che riunivano rispettivamente i mercanti di Norimberga e quelli delle altre città tedesche, quest'ultima patrocinata dai Fugger. Il contratto prevedeva che l'opera, destinata alla chiesa di riferimento per la comunità tedesca veneziana, San Bartolomeo a Rialto, venisse completato entro il maggio 1506.
In realtà non fu realizzato così velocemente come sperato, poiché fu solo alla fine del settembre del 1506 che l'artista poté comunicare all'amico Pirckheimer che il lavoro era concluso e che, prima che fosse terminata, il doge e il patriarca di Venezia, con la nobiltà cittadina, si erano recati nella sua bottega per vedere la tavola. Anni dopo, in una lettera al Senato di Norimberga del 1524, il pittore ricordò come in quell'occasione il doge gli avesse proposto di diventare pittore della Serenissima, con un'ottima offerta retributiva che egli però declinò.
Pare che anche molti artisti locali andarono a vedere l'opera, tra cui il decano dei pittori veneziani, Giovanni Bellini, che in più di un'occasione manifestò la sua stima al pittore tedesco, peraltro ricambiata. Nonostante l'ammirazione generale e la risonanza, il dipinto suscitò tra gli artisti veneziani una scarsa influenza, sicuramente minore rispetto alle incisioni dell'artista.
Il soggetto della tavola era legato alla comunità teutonica veneziana, attiva commercialmente nel Fondaco dei Tedeschi e che si riuniva nella Confraternita del Rosario, fondata a Strasburgo nel 1474 da Jakob Sprenger, l'autore del Malleus Maleficarum. Essi avevano come scopo la promozione del culto della Vergine del Rosario, che veniva invocata con una serie di preghiere tra cui soprattutto l'Ave Maria. Dürer poteva contare su alcuni precedenti iconografici legati a questo tipo di devozione, come i Rosenkranzbild (immagini del Rosario), in cui la Madonna era raffigurata nell'atto di distribuire serti di rose bianche e rosse al popolo adorante, con membri di ogni classe sociale.
Lo stesso Fugger venne poi sepolto nella chiesa, proprio nella cappella a destra del coro in cui si trovava la pala. Nel 1606 il dipinto fu acquistato dall'imperatore Rodolfo II, che lo fece trasportare a Praga, imballato con lana, tappeti e un telo impermeabile. Venne destinato al monastero di Strahov e col tempo subì numerosi restauri, che hanno devastato la delicata superficie pittorica. Solo in seguito passò al Rudolfinum e infine alla Galleria Nazionale.

## Descrizione

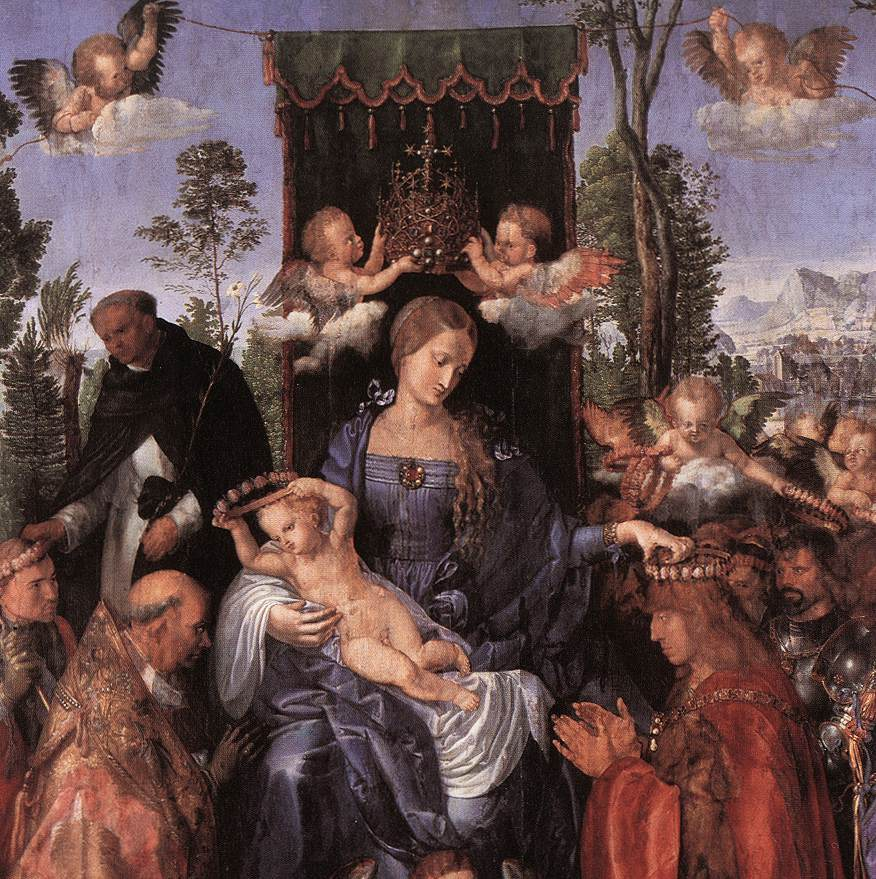
Dettaglio

La Vergine in trono col Bambino in grembo è al centro del dipinto, con due angeli in volo che tengono sospesa sopra di lei un'elaborata corona regale, d'oro tempestata di perle e gemme, secondo uno schema iconografico fiammingo già da anni recepito anche in area tedesca. Lo schienale del trono è coperto da un drappo verde e da un baldacchino tenuto da due cherubini in volo, mentre in basso si trova un angioletto seduto che suona il liuto, evidente omaggio alle pale d'altare di Giovanni Bellini. Maria è intenta a distribuire ghirlande di rose ai due gruppi di fedeli inginocchiati, su due file, in maniera simmetrica ai lati.
Le file sono presiedute dai due massime rappresentanti della cristianità: a sinistra papa Sisto IV (che aveva approvato la Confraternita con una bolla), incoronato dal Bambino e seguito da un corteo di religiosi, a destra l'imperatore Federico III (a cui il pittore prestò il volto del figlio Massimiliano I), incoronato da Maria e seguito da un gruppo di laici. Pare che per ritrarre l'imperatore Dürer visionò un disegno di Ambrogio de' Predis, che aveva lavorato per Massimiliano a Innsbruck. Le supreme autorità della terra, al cospetto della Vergine, hanno deposto in terra il triregno e la corona imperiale, chinandosi devotamente per ricevere l'omaggio mariano.
Altri angeli distribuiscono le corone di fiori, cosa che fa anche san Domenico di Guzman (promotore del culto mariano e della devozione al rosario), in piedi ai lati della Vergine. Vicino al margine sinistro si vede il patriarca di Venezia Antonio Surian con le mani giunte e accanto a lui Burkard von Speyer, cappellano della chiesa di San Bartolomeo, oggetto di un altro ritratto di Dürer.
A destra, accanto al lussureggiante paesaggio alpino ricco di notazioni atmosferiche, si trova un autoritratto di Dürer con in mano un cartiglio, in cui compare la firma e una breve iscrizione che ricorda come l'esecuzione dell'opera richiese cinque mesi. Accanto a lui si trova probabilmente Leonhard Vilt, fondatore della Confraternita del Rosario a Venezia, e Hieronymus di Augusta (il personaggio vestito di nero), architetto del nuovo Fondaco dei Tedeschi. Qui si trova inoltre il ritratto del committente.

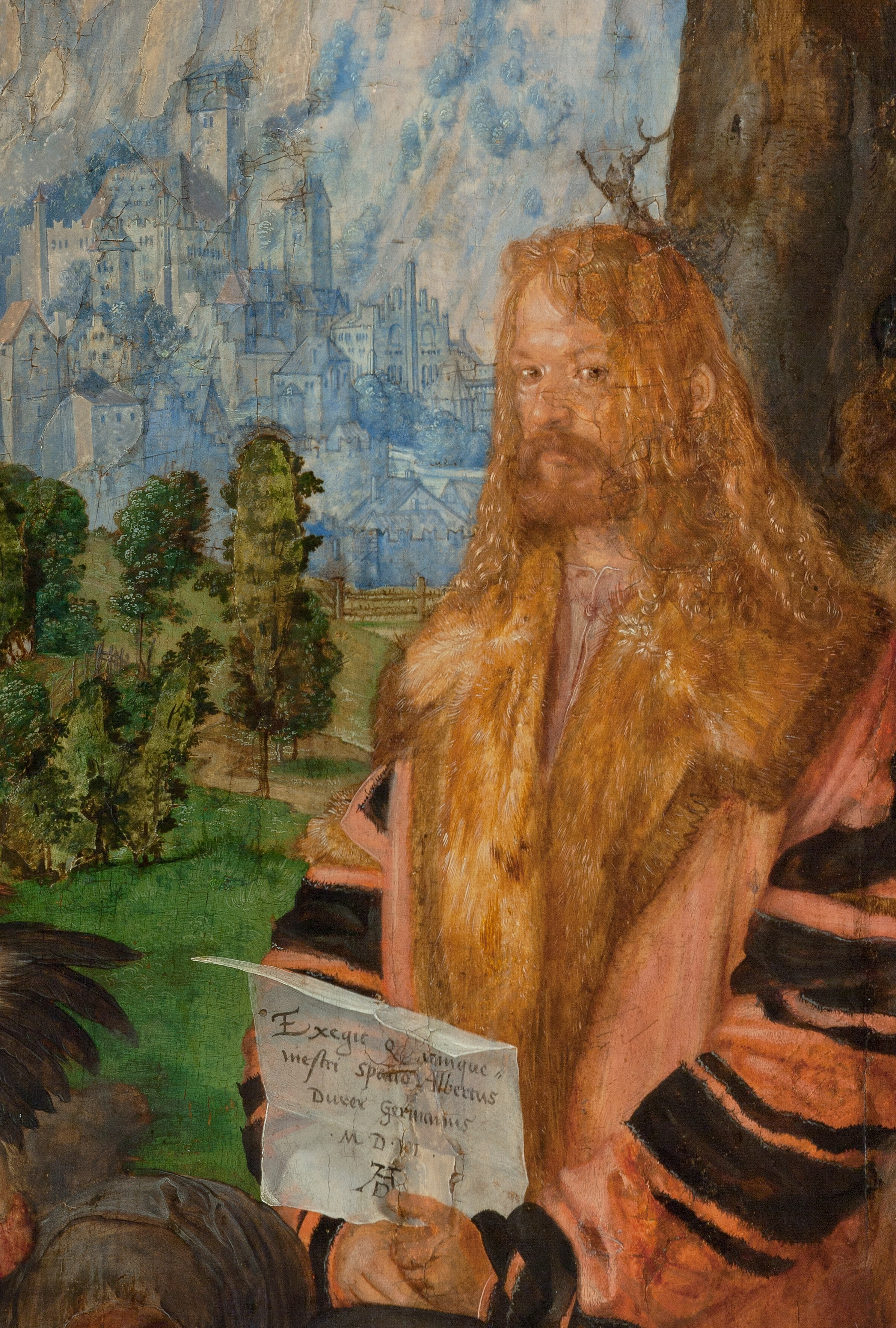
L'autoritratto di Dürer

## Stile
Rispetto ai precedenti iconografici Albrecht Dürer ambientò la scena in un paesaggio luminoso, piuttosto che un fondale neutro, e sostituì ai volti stereotipati dei membri del popolo veri e propri ritratti, di personaggi reali e ben noti.
Nel dipinto il maestro tedesco assorbì le suggestioni dell'arte veneta del tempo, come il rigore compositivo della composizione piramidale con al vertice il trono di Maria, la monumentalità dell'impianto e lo splendore cromatico, mentre di gusto tipicamente nordico è l'accurata resa dei dettagli e delle fisionomie, l'intensificazione gestuale e la concatenazione dinamica tra le figure. L'opera è infatti memore della calma monumentalità di Giovanni Bellini, con l'omaggio esplicito dell'angelo musicante già presente, ad esempio, nella Pala di San Giobbe (1487) o nella Pala di San Zaccaria (1505).
Restauri sconsiderati hanno compromesso la leggibilità della superficie pittorica: quasi tutte le teste sono ridipinte e circa la metà dell'intera tavola. Tra le parti scampate ai restauri impropri spiccano il paesaggio o il piviale del pontefice, in cui è ancora leggibile la straordinaria luminosità del colore, sintetizzata con un disegno forte e preciso, che segna il culmine delle potenzialità dell'intera carriera del pittore.
Nonostante i danni l'opera resta un momento fondamentale nel percorso nello sviluppo dell'arte europea, quello in cui un pittore tedesco, proveniente da una scuola pittorica fino ad allora secondaria, dimostrò di avere tutte le carte in regola per competere con i pittori della celebrata scuola veneziana.